# Fanzara
Fanzara és un municipi valencià de la comarca de l'Alt Millars, a la província de Castelló. La localitat és coneguda per ser una referència de l'art urbà o street art al País Valencià, ja que a les façanes del poble hi ha 44 intervencions d'art urbà realitzades per 20 artistes, en el que s'ha anomenat Museu Inacabat d'Art Urbà (MIAU).

## Geografia
El relleu és predominantment muntanyenc, el poble es troba en una vall als peus de la qual transcorre el riu Millars. El clima és mediterrani, bastant suau donada la seua proximitat al mar, però amb estius més suaus i hiverns més freds que en la capital, Castelló de la Plana. El poble es troba a 230 metres aprox. sobre el nivell del mar i està situat entre el riu i la fèrtil horta i la muntanya rocosa, també trobarem fonts com ara la de l'Alcúdia, la del Túrio; la del Canonge o la de l'Aljub; podrem pujar al Túrio i, si ens interessa l'espeleologia, entrar a la cova de la Mola o baixar als avencs del Cabezo o del Túrio.
Limita amb Argeleta, Vallat, Espadella, Aiòder, Suera, Tales, Onda, Ribesalbes, l'Alcora i Llucena.

## Història
S'han trobat restes iberes en l'anomenat poblat de Cantalobos, així com restes romanes en altres parts del terme. No obstant això, l'origen de la població és àrab. L'any 1259 Jaume I (1208-1276) va fer donació del castell i del terme a Teresa Gil de Vidaure i son fill Pere, els quals li atorgaren carta pobla en 1260. Fon lloc de moriscs, amb 440 cases l'any 1609, fins que estos varen ser expulsats i la població de Fanzara es va reduir a la mitat (212 focs el 1646). La jurisdicció senyorial del lloc la tingueren els ducs de Medinaceli. Teodor Granell, bisbe de Barbastre i fill de la localitat, va construir-s'hi un palau en 1720.

## Demografia
| 1990 | 1992 | 1994 | 1996 | 1998 | 2000 | 2002 | 2004 | 2005 | 2006 | 2019 |
| ---- | ---- | ---- | ---- | ---- | ---- | ---- | ---- | ---- | ---- | ---- |
| 287  | 296  | 326  | 282  | 269  | 250  | 249  | 259  | 270  | 280  | 267  |

## Economia
Temps arrere, l'agricultura era quasi exclusivament de secà i els camps se situaven en el clàssic abancalament en terrasses, encara que hui dia gran part dels bancals estan abandonats. També hi ha cultius de regadiu, particularment cítrics, en la part més baixa del poble, al costat del riu Millars.
Gran part de la població es desplaça per a treballar en la indústria ceràmica d'Onda i altres municipis de la comarca, motiu pel qual l'agricultura ha passat a tindre un paper secundari.

## Política i govern

### Alcaldia
Des de 2023 l'alcalde de Fanzara és Marc Diago Feliu del PP.
| Període     | Alcalde o alcaldessa      | Partit polític | Data de possessió | Observacions |
| ----------- | ------------------------- | -------------- | ----------------- | ------------ |
| 1979–1983   | Josep Mezquita Andrés     | UCD            | 19/04/1979        | --           |
| 1983–1987   | Josep Mezquita Andrés     | AP-PDP-UL-UV   | 28/05/1983        | --           |
| 1987–1991   | Josep Mezquita Andrés     | AP             | 30/06/1987        | --           |
| 1991–1995   | José Centelles Gustems    | PP             | 15/06/1991        | --           |
| 1995–1999   | José Centelles Gustems    | PP             | 17/06/1995        | --           |
| 1999–2003   | José Centelles Gustems    | PP             | 03/07/1999        | --           |
| 2003–2007   | José Centelles Gustems    | PP             | 14/06/2003        | --           |
| 2007–2011   | José Centelles Gustems    | PP             | 16/06/2007        | --           |
| 2011–2015   | Roberto Salisa Castillo   | PSPV-PSOE      | 11/06/2011        | --           |
| 2015–2019   | Ana María Pastor Martínez | PSPV-PSOE      | 13/06/2015        | --           |
| 2019-2023   | María Luz Ortells Gas     | PSPV-PSOE      | 15/06/2019        | --           |
| Des de 2023 | María Luz Ortells Gas     | PSPV-PSOE      | 17/06/2023        | --           |

### Eleccions municipals de 2015
| Candidatura | Candidatura                               | Cap de llista             | Vots | Regidors | % vots |
| ----------- | ----------------------------------------- | ------------------------- | ---- | -------- | ------ |
|             | Partit Socialista del País Valencià       | Ana María Pastor Martínez | 143  | 5        | 62.45  |
|             | Partit Popular de la Comunitat Valenciana | María Juana Usero Muñoz   | 84   | 2        | 36.68  |
| Total       | Total                                     | 232                       | 232  | 7        |        |

## Monuments

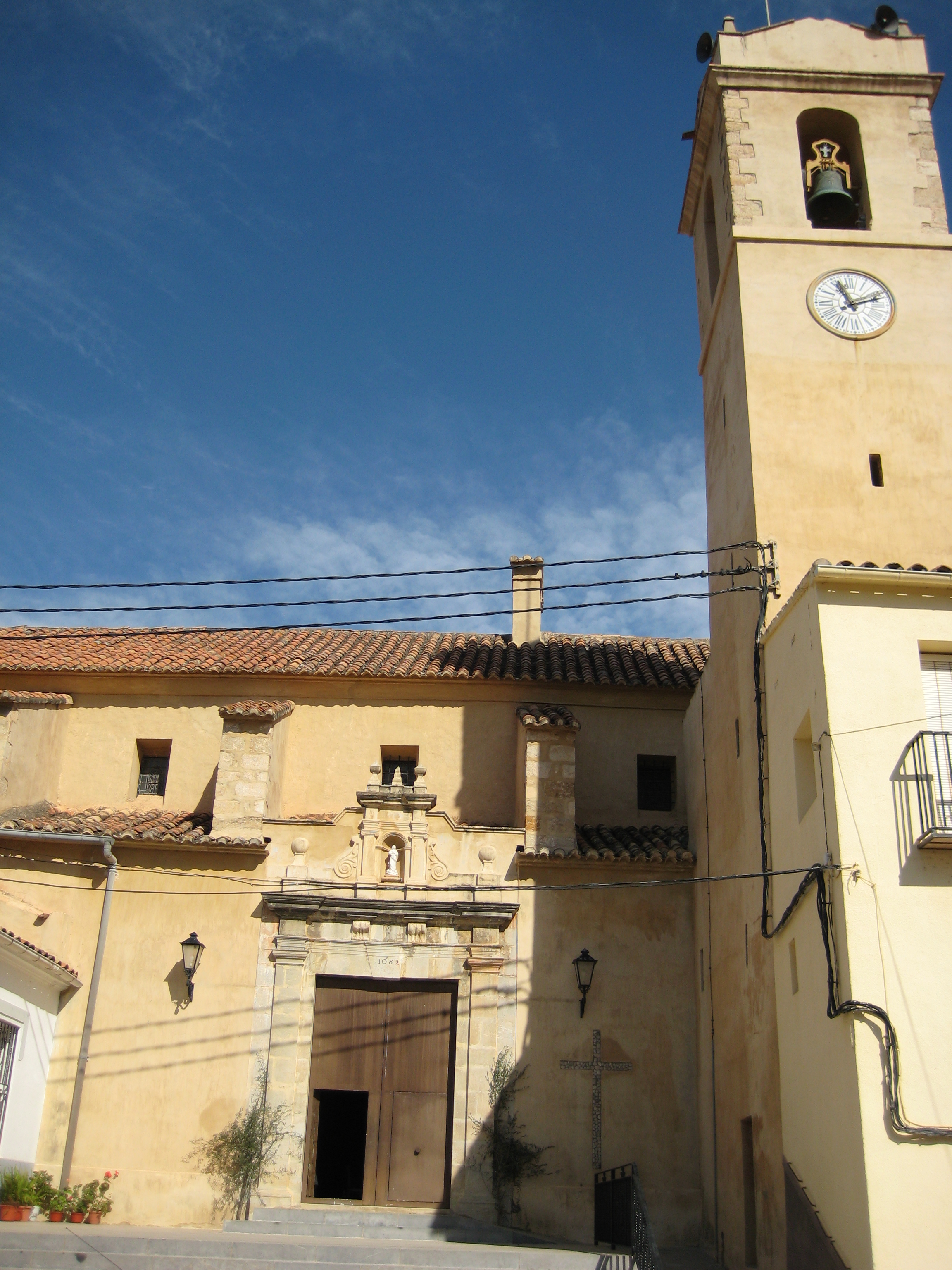
Església de l'Assumpció

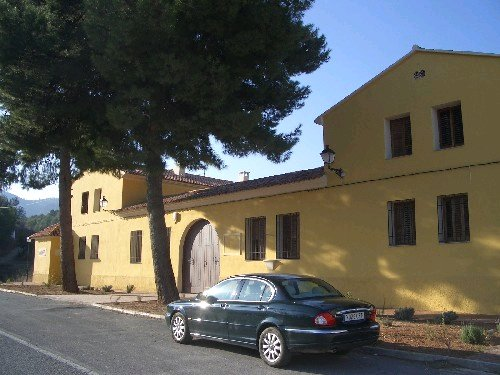
El Castell de Fanzara, també conegut com Castellet

- Església de l'Assumpció. Del segle xvii. L'església va ser acabada en 1682. Segurament va ser construïda sobre la mesquita àrab que degué existir durant la dominació musulmana i el període mudèjar. La seua construcció degué començar poc després de l'expulsió dels moriscs, que tingué lloc en 1609. Ha sigut restaurada recentment.

- Ermita del Sant Sepulcre. Situada en un promontori que domina el poble al final del Viacrucis, on descansa la figura del Sant Sepulcre durant la major part de l'any. Solament es trasllada durant les Festes Patronals per a visitar el poble durant quatre dies. Té unes vistes excepcionals.

- Castell de Fanzara, també conegut com a Castellet. Del segle xiii. Ruïnes àrabs de l'antiga torre de vigilància del paratge Castellet. Sobre el castell existixen molt poques referències documentals. Degué ser un lloc de vigilància secundari per a controlar una ruta o camí. Era de dimensions reduïdes, planta irregular dispersa amb forma allargada i estreta. Actualment es troba en completa ruïna. Encara poden observar-s'hi diversos llenços de muralla, l'estructura de la torre major i els fonaments de dos torres quadrades. També s'hi han trobat restes del Bronze mitjà, iberes i islàmiques.

- Ruïnes de la Lleuxa. Antic poblat morisc abandonat, situat en una zona boscosa de difícil accés. Es conserva una torre de vigilància.

## Festes i celebracions
- El Cor de Jesús. Se celebra l'1 de juliol.
- Festa dels Devots. Se celebra el primer dissabte d'abril amb una romeria a l'ermita del Salvador.
- Festes patronals. Se celebren en octubre en honor del Sant Sepulcre.
- Sant Antoni. El 17 de gener amb benedicció d'animals, foguera, porrat i repartiment de rotllos.
- MIAU. Festival d'art urbà. La renovació de les obres es realitza en juliol.